# Королевский замок в Неполомицах
Королевский замок в Неполомицах (пол. Zamek Królewski w Niepołomicach) — замок, расположенный в центре города Неполомице Величского повета Малопольского воеводства в Польше. Замок часто называют «вторым Вавелем».

## История
Замок был построен по приказу польского короля Казимира III в середине XIV века. С него начались охотничьи походы в соседнюю Неполомицкую пущу. Изначально он должен был выполнять и оборонительные функции. Замок состоял из трех башен, построек южного и восточного крыльев и куртин вокруг двора.
Перестройку замка продолжили последующие короли: Владислав II Ягайло, Сигизмунд I Старый, а впоследствии и Сигизмунд II Август. Во времена короля Владислава Ягайло в замке проводились коронные съезды, а также проходили суды. Во времена Сигизмунда I Старого основательно перестроили замок, придав ему форму четырехугольника с внутренним двором. Во время эпидемии в Кракове в 1527 году замок служил убежищем для королевского двора. В 1550 году большой пожар уничтожил восточное и северное крылья.
В правление короля Сигизмунда II Августа замок был перестроен и расширен. Работы осуществляли в 1551—1568 годах под руководством Томаша Гжимала и скульптора Санти Гуччи. Среди прочего построили лестницу со стороны двора и клуатры, опирающиеся на три столпа. Благодаря королеве Боне Сфорце рядом с южным крылом замка заложили итальянские сады («сады королевы Боны»). С конца XVI века замок перешел во владение благородных семей: Цурыл, Браницких и Любомирских. Они меняли только замковые интерьеры, в том числе камины и потолка. В 1635—1637 годах в раннебарочном стиле были перестроен клуатры.
Вторжение шведов в 1655 году положило конец процветанию замка. Его превратили в продовольственный склад, костел был разрушен, а город разграблен. С середины XVIII века замок стал собственностью короля Августа II Сильного, а впоследствии его сына Августа III Фридриха. Они лишь осуществили определенные попытки ремонта замка. После первого раздела Речи Посполитой в 1772 году замок и город перешли во власть Австрии. Австрийцы изменили облик замка, превратив его в казармы, и разобрали третий этаж, укрепили стены контрфорсами. Со второй половины XIX века до Первой мировой войны замок выполнял жилые и складские функции. В межвоенный и послевоенный период замок был общественным объектом. После Второй мировой войны здание постепенно стало приходить в упадок. В 1991 году замок стал собственностью гмины Неполомице, с того же времени начались комплексные работы по его реновации. Ремонтные работы были завершены в 2007 году.

## Современность
В настоящее время замок открыт для посещения туристами. Здесь также размещается отель и конференц-центр. В замковых комнатах функционирует естественный музей, в котором выставлены охотничьи экспонаты, а также коллекции натуралиста Влодзимежа Пухальского. Центр культуры «Замок» регулярно организует концерты, спектакли, рыцарские представления и выставки. В замке находится также усадьба хора Общества любителей музыки и пения в Неполомицах «Кантата».

## Галерея

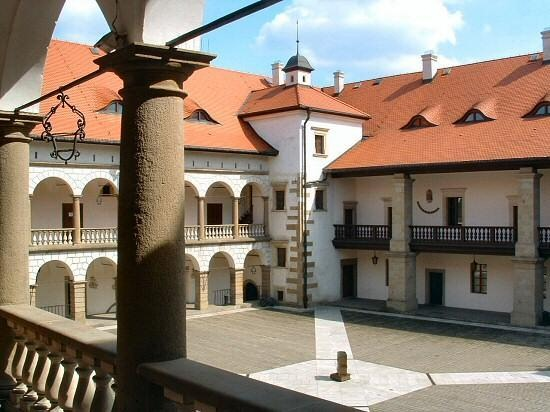
Замковый двор
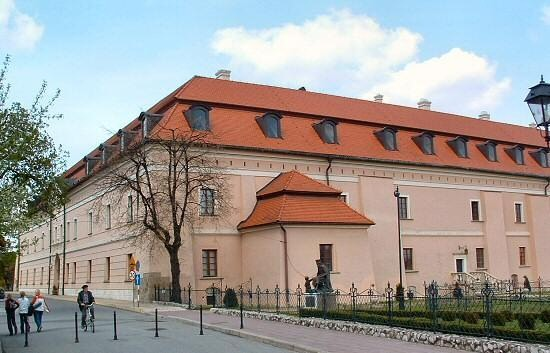
Западный и южный фасады замка